# Jorge Barbosa

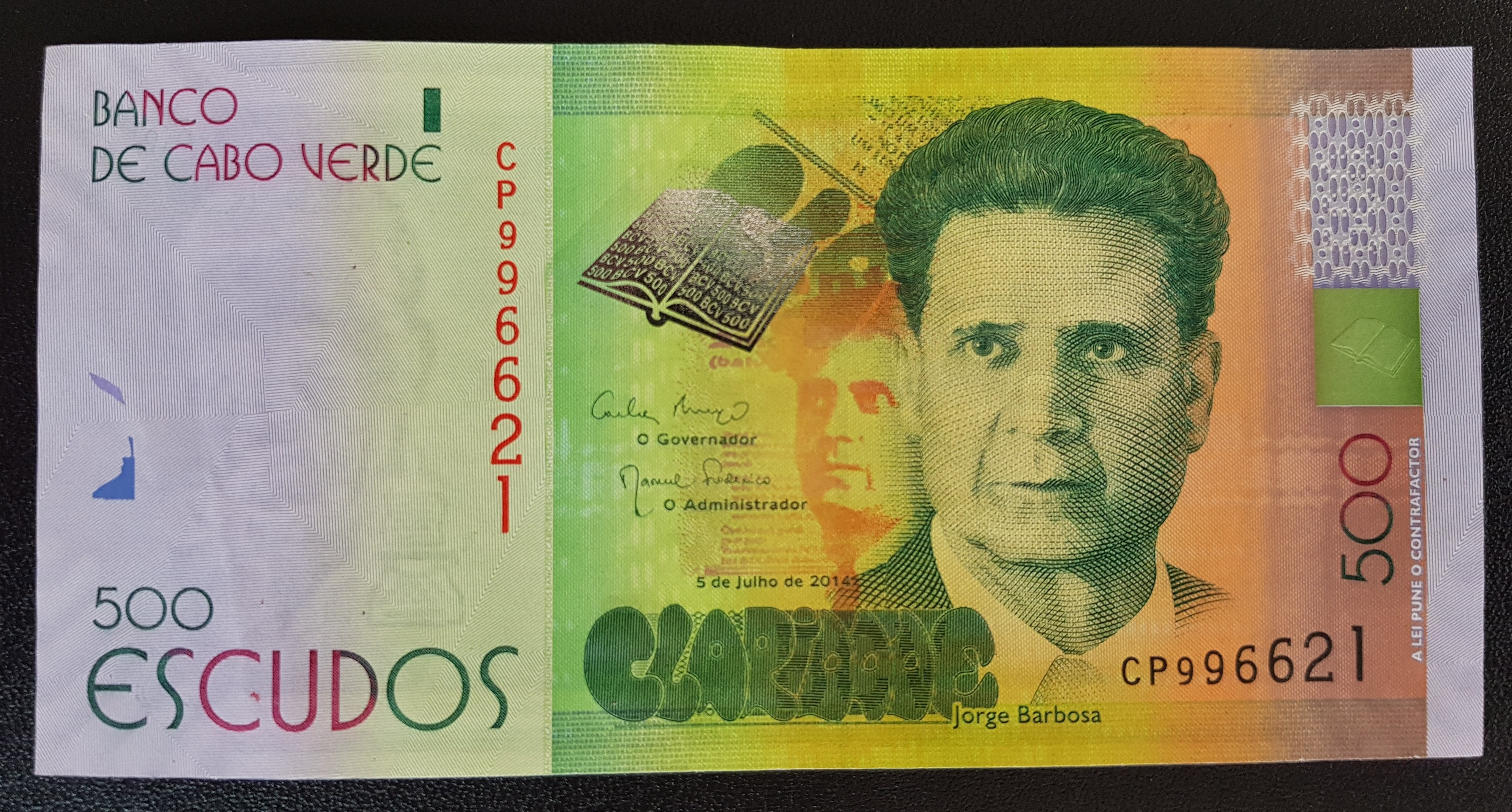
Nota da moeda de Cabo Verde onde está a imagdm de Jorge Vera-Cruz

Jorge Vera-Cruz Barbosa (Cidade da Praia, Cabo Verde, 22 de maio de 1902 - Cova da Piedade/Almada, 6 de janeiro de 1971 foi um escritor cabo–verdiano.

Nasceu na ilha de Santiago, fez os seus estudos primários entre Lisboa e a Cidade da Praia. Aos dezoito anos começou a trabalhar na Alfândega de São Vicente. Aposentou-se na Ilha do Sal em 1967. Em 1970, já debilitado, foi viver para Lisboa, onde faleceu.
Colaborou em várias revistas e jornais portugueses e cabo–verdianos e ainda na revista luso-brasileira Atlântico . Com a publicação do seu primeiro livro, Arquipélago em 1935 foi um marco para o nascimento da poesia cabo-verdiana, e por isso é considerado o pioneiro da moderna poesia cabo verdiana, onde os problemas sociais e políticos passaram a constituir uma das grandes temáticas do escritor.
Jorge Barbosa escreveu ainda Ambiente (1941), Caderno de um Ilhéu (1955, Prémio Camilo Pessanha) e, na altura os proibidos, mas editados mais recentemente, Meio Milénio, Júbilo e Panfletário.
Um poema seu, Prelúdio, encontra-se no CD Poesia de Cabo Verde e sete poemas de Sebastião da Gama, de Afonso Dias.

## Obras
- Arquipélago,1935
- Ambiente (1941
- Caderno de um Ilhéu (1956)
- Postumamente, em 2002, a sua Obra Poética foi reunida pela Imprensa Nacional-Casa da Moeda, onde se acrescentou três livros inéditos, ordenados pelo poeta:  I – Expectativa;  II – Romanceiro dos Pescadores;  III – Outros Poemas.[2]

## Legado
- Na cidade do Mindelo , na Ilha de São Vicente existe a Escola Secundária Jorge Barbosa. Antes da Independência de Cabo Verde,em 1975, esta escola chamava-se Liceu Nacional Infante D.Henrique[3].
- No sul da Cidade da Praia, em Cabo-Verde, existe uma avenida chamada Avenida Jorge Barbosa[4].
- Na Ilha do Sal existe uma biblioteca chamada Biblioteca Municipal Jorge Barbosa.